# Нйирамасухуко, Полин
Полин Нйирамасухуко (фр. Pauline Nyiramasuhuko; род. апрель 1946, Ndora, Руанда-Урунди) — руандийский государственный и политический деятель. Работала министром по делам семьи и улучшению положения женщин Руанды. Была осуждена за подстрекательство войск и ополченцев к изнасилованиям во время геноцида в Руанде в 1994 году в составе «процесса Бутаре» в Международном трибунале по Руанде (МТР) в Аруше, Танзания. В июне 2011 года была признана виновной по семи пунктам обвинения и приговорена к пожизненному заключению. Стала первой женщиной, осуждённой МТР за геноцид, и первой женщиной, осуждённой за организацию изнасилований в ходе геноцида.

## Биография
Родилась 1 апреля 1946 года в небольшом посёлке Ндора, провинция Бутаре, в бедной семье хуту. Училась в средней школе Ecole sociale de Karubanda, где подружилась с Агатой Хабиариманой, будущей женой Жювеналя Хабиаримана, ставшего президентом Руанды в 1973 году.
После окончания учёбы работала социальным работником. В 1968 году вышла замуж за Мориса Нтахобали, от которого у неё было четверо детей. Один из их детей, Арсен Шалом Нтахобали, был осужден МТР за участие в геноциде. Работала в государственном министерстве социальных дел, обучая женщин вопросам здоровья и ухода за детьми. В 1986 году поступила в Национальный университет Руанды, где изучала право. В 1992 году стала министром по делам семьи и улучшению положения женщин в правительстве Жювеналя Хабиариманы.

## Геноцид в Руанде
Геноцид в Руанде начался 7 апреля 1994 года, сразу после убийства Жювеналя Хабиариманы и Сиприена Нтарьямиры. Вооружённые группы хуту были развернуты по всей сельской местности. Они установили контрольно-пропускные пункты, чтобы отделить бегущих тутси от остальных эвакуирующихся людей. Хуту, отказавшиеся участвовать в геноциде, подвергались нападениям. Ночью жители Бутаре наблюдали за огнями с холмов на западе и слышали стрельбу из близлежащих деревень. Когда вооруженные хуту собрались на окраинах Бутаре, жители города вышли защищать его границы.
В ответ на восстание временное правительство Руанды отправило Полин Нйирамасухуко из столицы Кигали в её родной город Бутаре, где она приказала губернатору Жану-Баптисту Хабьялиману организовать убийства. Когда он отказался, то был убит, а Нйирамасухуко вызвала ополченцев из Кигали.
25 апреля 1994 года тысячи тутси собрались на стадионе, где Международное движение Красного Креста и Красного Полумесяца предоставляло еду и кров. Предполагалось, что Полин Нйирамасухуко устроила ловушку на стадионе. Военизированная группировка хуту «Интерахамве» во главе с Арсеном Шаломом Нтахобали, 24-летним сыном Полин, окружила стадион. Беженцев насиловали, пытали, убивали, а их тела сжигали. Она якобы сказала ополченцам: «Прежде чем убивать женщин, их нужно изнасиловать». В другом случае она приказала своим людям взять канистры с бензином из её машины и использовать их, чтобы сжечь группу женщин заживо, оставив выжившую жертву изнасилования в качестве свидетеля.
В июле 1994 году после наступления РПФ, сбежала из Руанды и скрылась в Демократической Республике Конго. 18 июля 1997 года была арестована в Найроби, Кения, вместе со своим сыном Арсеном Шаломом Нтахобали, бывшим премьер-министром Жаном Камбандой и восемью другими людьми. Её сын владел продуктовым магазином в Найроби. В следующем году её невестка Беатрис Муньеньези обманным путем получила политическое убежище в США. В 2013 году была приговорена к десяти годам заключения в США за лжесвидетельство, связанное с отрицанием причастности к геноциду.

## Трибунал
Полин Нйирамасухуко судили в Международном трибунале по Руанде (МТР), где она стала первой женщиной, представшей перед судом. 9 августа 1999 года ей было предъявлено обвинение в заговоре с целью совершения геноцида, геноциде, соучастии в геноциде, прямом и публичном подстрекательстве к совершению геноцида, преступлениях против человечности и нарушениях Женевских конвенций. Свою вину по всем пунктам обвинения отрицала. Предстала перед судом вместе с пятью другими людьми в рамках «процесса Бутаре», который на момент его начала в 2001 году включал наибольшее число подсудимых, представших перед совместным судом в связи с геноцидом в Руанде . Её сын, Арсен Шалом Нтахобали, был одним из обвиняемых в том, что руководил силами «интерахамве». Заключительные аргументы по «процессу Бутаре» были заслушаны 1 мая 2009 года. По словам прокурора Холо Маквая, она намеревалась «полностью или частично уничтожить этническую группу тутси в Бутаре».
24 июня 2011 года была признана виновной по семи пунктам обвинения, включая геноцид и подстрекательство к изнасилованиям. Приговорена к пожизненному заключению и не имеет права подавать прошение об условно-досрочном освобождении в течение 25 лет. Оправдана по трём пунктам обвинения. Хотя другие женщины были осуждены руандийскими судами за геноцид, Полин Нйирамасухуко стала первой женщиной, осужденной МТР. Её сын также был осужден и приговорен к пожизненному заключению без возможности условно-досрочного освобождения, четыре других должностных лица судом приговорены к 25-летним срокам лишения свободы
.